# 畝為吉
畝 為吉（うね ためきち、 1889年（明治22年）- 1988年（昭和63年））は、広島県安芸郡坂町出身の人物である。上条トンネルをはじめとする坂町の道路建設に尽力し、町内の児童公園には銅像が建てられ、坂町の町史に紙幅を割いて紹介されるとともに、広島県内の小学校高学年向けの社会科の教材にも取り上げられている。

## 歴史
- 1889年（明治22年） - 坂村に生まれる。
- 1906年（明治39年） - ハワイに渡る。
- 1926年（大正15年） - ハワイでマットレス工場を興し、成功を収める。
- 1947年（昭和22年） - 上条トンネルの計画を息子らに明かす。
- 1949年（昭和24年） - 上条トンネル工事の起工式を行う。
- 1951年（昭和26年） - 上条トンネル工事が完了する。
- 1988年（昭和63年） - 死去。享年99。

## 上条トンネルを作るまで
呉線の敷設工事で坂村にトンネルが開通したことにヒントを得て、上条トンネルをつくることを決意する。その後、上条トンネルを完成させ、上条トンネルの端に「共存共栄」「協力一致」という名前を彫った。

## 関連書籍
- マンガふるさとの偉人「畝為吉の挑戦～未来につなぐ上條トンネル～」 発行 広島県坂町 坂町教育委員会 2024年6月 https://www.bgf.or.jp/bgmanga/325/